# Enos (serie televisiva)
Enos è una serie televisiva statunitense composta da 18 episodi in un'unica stagione. È stata trasmessa per la prima volta nella stagione 1980 - 1981.
È uno spin-off di Hazzard, incentrato sulle vicende del personaggio di Enos Strate (interpretato dall'attore Sonny Shroyer in entrambe le serie), ex vice-sceriffo nella contea di Hazzard che si trasferisce a Los Angeles per entrare nel LAPD lavorando con il collega Turk Adams agli ordini del tenente Broggi e del capitano Dempsey. Ogni episodio si conclude con Enos che scrive una lettera a Daisy Duke in cui le racconta le sue avventure a Los Angeles.
Nel tentativo di aumentare gli indici di ascolto, diversi personaggi di Hazzard (zio Jesse, Daisy, Rosco) si cimentarono in una serie di crossover apparendo in Enos come guest star, ma la serie non riuscì a fare breccia nel pubblico e fu cancellata dopo una stagione di diciotto episodi con il personaggio di Enos che tornò ad Hazzard nell'autunno del 1982. Nei film speciali della CBS Hazzard vent'anni dopo (The Dukes of Hazzard: Reunion!, 1997) e Hazzard: Bo e Luke vanno ad Hollywood (The Dukes of Hazzard: Hazzard in Hollywood!) (2000) viene spiegato che Enos ha poi fatto ritorno al dipartimento della polizia di Los Angeles, dove era un detective con quindici anni di servizio.

## Personaggi e interpreti
- Agente Enos Strate, interpretato da Sonny Shroyer.
- Agente Turk Adams, interpretato da Samuel E. Wright
- Tenente Joseph Broggi, interpretato da John Dehner
- Capitano Dempsey, interpretato da John Milford
- Sergente Kick, interpretato da Leo Gordon
- Solly, interpretato da Len Lesser

## Produzione
La serie, ideata da Gy Waldron, fu prodotta da Gy Waldron Productions e Warner Bros. Television e girata negli studios della Warner Brothers a Burbank in California. Le musiche furono composte da Dennis McCarthy.

### Registi
Tra i registi sono accreditati:
- Rod Amateau in 2 episodi (1980)
- Dennis Donnelly in 2 episodi (1981)

### Sceneggiatori
Tra gli sceneggiatori sono accreditati:
- B.W. Sandefur in 2 episodi (1980-1981)
- Gy Waldron in 2 episodi (1980)
- Jim Rogers in 2 episodi (1981)

## Distribuzione
La serie fu trasmessa negli Stati Uniti dal 12 novembre 1980 al 20 maggio 1981 sulla rete televisiva CBS. Lo stesso Network CBS ha cancellato la serie dopo una sola stagione e 18 episodi trasmessi.
 In Italia è stata trasmessa dall'8 giugno 1982 su Canale 5 con il titolo Enos.

## Episodi
| Stagione       | Episodi | Prima TV USA | Prima TV Italia |
| -------------- | ------- | ------------ | --------------- |
| Prima stagione | 18      | 1980-1981    | 1982            |